# Мохамед Бен-Муза
Мохамед Бен-Муза (араб. محمد علي موسى, фр. Mohamed Ben Mouza, нар. 5 квітня 1954) — туніський футболіст, що грав на позиції нападника.
Виступав за клуб «Клуб Африкен», а також національну збірну Тунісу.

## Клубна кар'єра
У дорослому футболі дебютував 1973 року виступами за команду «Клуб Африкен», кольори якої і захищав протягом усієї своєї кар'єри гравця, що тривала тринадцять років. З клубом тричі вигравав чемпіонат Тунісу, а також по разу національний кубок та суперкубок.

## Виступи за збірну
1974 року дебютував в офіційних матчах у складі національної збірної Тунісу.
У складі збірної був учасником чемпіонату світу 1978 року в Аргентині, але на поле не виходив.

## Титули і досягнення
- Чемпіон Тунісу (3):

«Клуб Африкен»: 1973/74, 1978/79, 1979/80
- Володар Кубка Тунісу (1):

«Клуб Африкен»: 1975/76
- Володар Суперкубка Тунісу (1):

«Клуб Африкен»: 1979